# Železniční trať Fier–Vlora

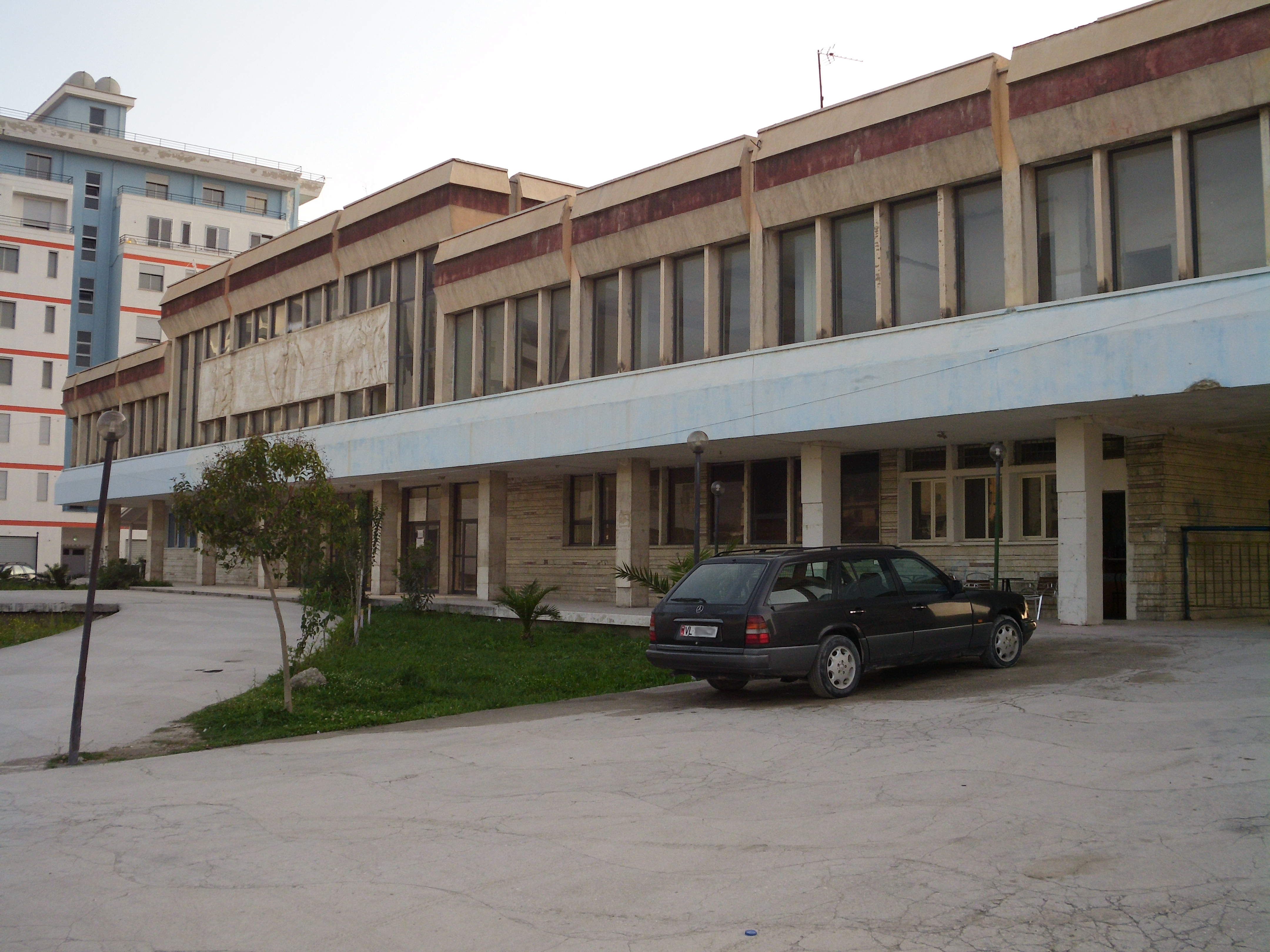
Nádraží ve Vloře.

Železniční trať Fier–Vlora (albánsky Hekurudha Fier–Vlorë) se nachází v jižní Albánii, spojuje dvě uvedená města. Jednokolejná trať je v provozu pouze pro nákladní dopravu, doprava osobní je v daném směru realizována autobusy, silniční dopravu zajišťuje dálnice A2. Dlouhá je 34 km.
Trať umožnila dovoz ropy z oblastí, kde se v Albánii těží, do přístavu v jihoalbánské Vloře. 
Je jednou z nejmladších železničních tratí na území balkánského státu. Budována byla v letech 1983 až 1985. Ve své severní části (od města Fier do vesnice Levan) byla vedena horským údolím podle stávající silnice, poté v rovinaté krajině. Pro potřeby trati bylo nezbytné u Fieru vyrazit tunel o délce 830 m, postavit most přes řeku Shkumbin o délce 250 m, přes řeku Semani 185 m dlouhý a potom ještě několik menších mostů. Řeku Vjosu trať překonala po novém mostě, který odlehčil původnímu z 30. let. Výstavbu trati v jižní části komplikoval především písčitý terén. Stavební práce byly prováděny za pomoci mládežnických brigád, neboť se albánskému státu i v polovině 80. let 20. století nedostávalo nezbytné mechanizace i finančních prostředků pro realizaci stavby takového rozsahu. Slavnostní otevření trati se uskutečnilo 14. října 1985.
Trať, která byla v 21. století, stejně jako řada jiných na území Albánie ve velmi špatném stavu, byla renovována v roce 2018. Rekonstrukce trvala celkem čtyři roky a v rámci ní bylo ve Vloře přestavěno nádraží.

## Stanice
- Fier
- Leven
- Novosela
- Vlora